# Санкт-Петербургский Беда

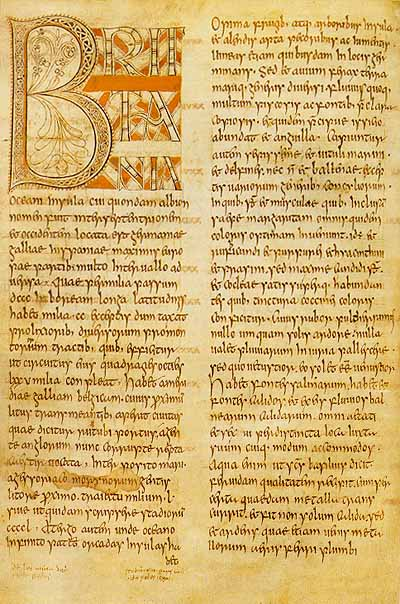
Фолио 3v из Санкт-Петербургского Беды

Санкт-Петербу́ргский Бе́да (лат. Beda Petersburgiensis), он же Ленингра́дский Бе́да — англосаксонская иллюминированная рукопись, одна из наиболее ранних версий исторического труда VIII века «Церковная история народа англов» (лат. Historia ecclesiastica gentis Anglorum) Беды Достопочтенного. Хранится в Российской национальной библиотеке в Санкт-Петербурге (lat. Q. v. I. 18), куда была передана во время Французской революции Петром Петровичем Дубровским. Известна благодаря наличию наиболее ранних узорных буквиц (одна содержит иллюстрацию) в Европе.

## Описание
Время составления рукописи неизвестно, традиционно она датируется периодом 731—746 годов на основе палеографических данных, а также memoranda — оборванного списка дат на полях 24-й главы V книги. Достоверность этого списка (аналогичный представлен в манускрипте Мура из Кембриджского университета), оспаривается. Возможно, рукопись была создана в двойном монастыре святых Петра и Павла в Нортумбрии (современный Джарроу). Маловероятно, чтобы она была переписана позднее середины VIII века. О. А. Добиаш-Рождественская датировала манускрипт 746 годом и считала, что он был переписан в Эхтернахе. Судя по маргиналиям, ещё в 1762 году рукопись находилась в аббатстве Сен-Жермен.
Рукопись переписана на пергаменте, включая 162 листа; они собраны в тетради по 4 листа — кватернионы. Листы пронумерованы, но 51-й номер повторяется дважды, поэтому последний лист обозначен как 161-й (правильное обозначение указано в нижнем правом углу). Листы в среднем имеют формат 270×190 мм, поле с текстом 230×150 мм; по-видимому, листы были обрезаны. Текст переписан в две колонки по 27 строк каждая. Судя по почерку, над рукописью работали четверо писцов. Почерк — островной, но с некоторым влиянием средиземноморской традиции, включая элементы оформления. В тексте практически не применялись сокращения, даже обиходно сокращаемые слова («церковь», «епископ») последовательно переписывались полностью. Буквицы в начале книги могут занимать пространство 8 строк текста.
Текст представляет собой один из двух старейших представителей так называемого «типа М». Уникальной рукопись делают маргиналии на нортумбрийском диалекте, которые представляют единственный известный гимн англосаксонского поэта Кэдмона, чей частичный прозаический перевод на латинский язык приведён в книге Беды.